# Hyrynsalmi
Hyrynsalmi est une municipalité de l'est de la Finlande, dans la région du Kainuu.

## Géographie

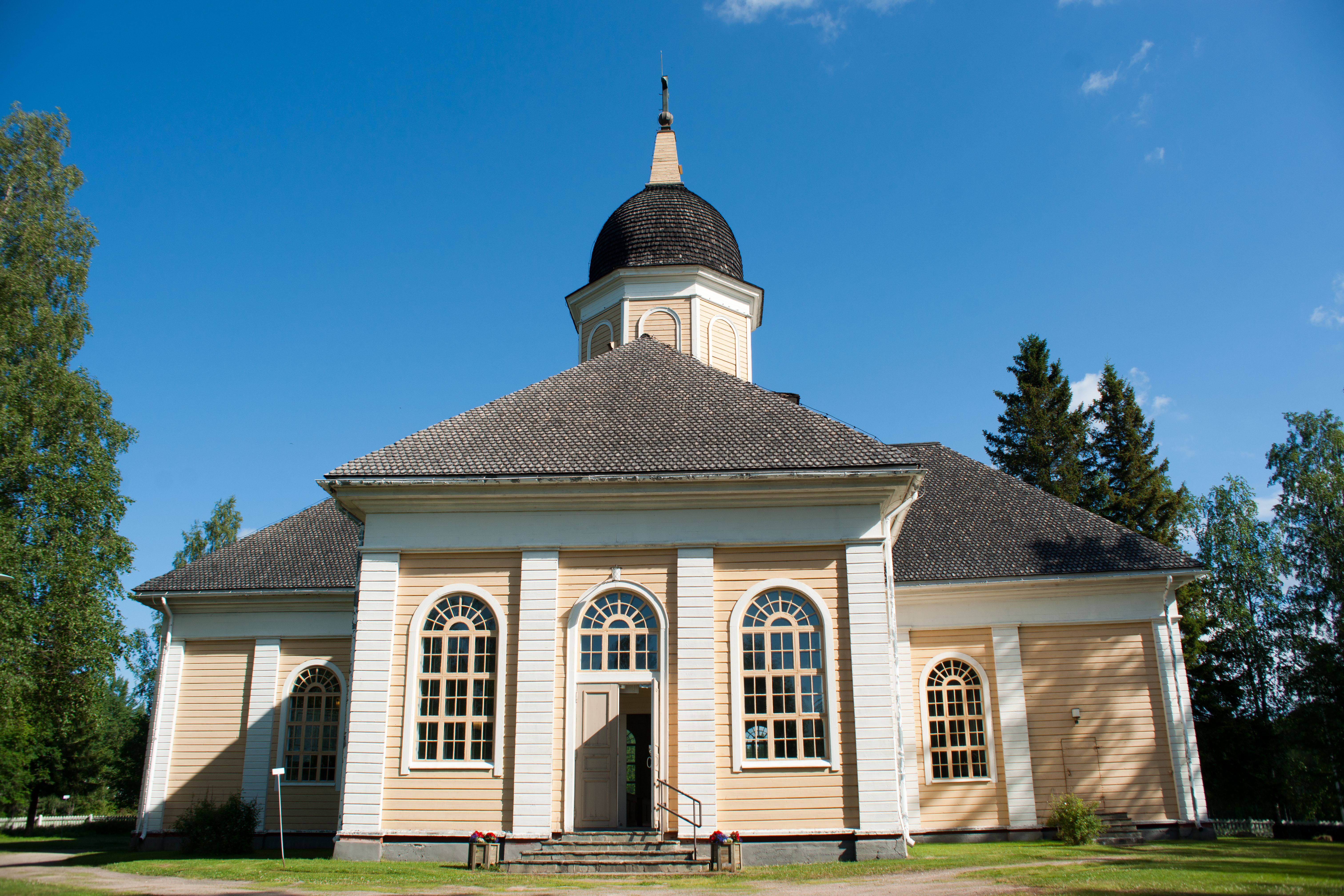
Église d'Hyrynsalmi.

La commune est assez allongée, d'une forme globalement rectangulaire de 65 kilomètres sur 20-25. Elle se situe au cœur du Kainuu, dans sa partie la plus vallonnée. Elle est traversée dans le sens de la largeur par la rivière Emäjoki, longée par la nationale 5 (E63) entre Kajaani (69 km du village) et Kuusamo (176 km).
On y trouve une petite station de ski, connue surtout pour ses possibilités de ski de fond, Ukkohalla. Dans la tradition des sports insolites en Finlande, elle organise chaque hiver un championnat du monde de football sur neige poudreuse, et chaque été un championnat du monde de football dans les marais.
C'est le point de plus au sud de la zone d'élevage extensif des rennes en Finlande même si cette activité est ici marginale.
La commune est bordée par les municipalités suivantes :
- au sud Kuhmo et Ristijärvi,
- à l'ouest Puolanka,
- au nord Suomussalmi.

## Démographie
Depuis 1980, l'évolution démographique de Hyrynsalmi est la suivante :
| Année      | 1980  | 1985  | 1990  | 1995  | 2000  | 2005  |
| ---------- | ----- | ----- | ----- | ----- | ----- | ----- |
| population | 4 428 | 4 225 | 4 066 | 3 906 | 3 486 | 3 096 |

| Année      | 2010  | 2015  | 2020  |
| ---------- | ----- | ----- | ----- |
| population | 2 736 | 2 422 | 2 263 |

## Politique et administration

### Conseil municipal
Les sièges des 21 conseillers municipaux sont répartis comme suit:
| Parti                           | Parti                              | Sièges 2021–2025 |
| ------------------------------- | ---------------------------------- | ---------------- |
|                                 | Parti social-démocrate de Finlande | 4                |
|                                 | Vrais Finlandais                   | 2                |
|                                 | Parti de la Coalition nationale    | 0                |
|                                 | Parti du centre                    | 13               |
|                                 | Ligue verte                        | 0                |
|                                 | Alliance de gauche                 | 2                |
| Sources: tulospalvelu.vaalit.fi |                                    |                  |

### Subdivisions administratives
Hyrynsalmi compte l'agglomération 'Hyrynsalmen kirkonkylä et les villages suivants : Hyrynsalmi, Kytömäki, Luvankylä, Moisiovaara, Oravivaara, Tapanivaara, Väisälä, Teerijärvi, Haapolanvaara, Hoikka, Pekankylä, Lietekylä, Karpinvaara, Hakokylä, Nuottikylä.

## Transports
La route nationale 5 vient de Ristijärvi et continue jusqu'à Suomussalmi.
La route régionale 891 part de route nationale 5 a Hyrynsalmi et traverse le centre d'Hyrynsalmi, Haapola, Väisälä, Kytömäki et Rasinkylä jusqu'à Leipivaara à Puolanka.
La route régionale 892 bifurque de la route régionale 891 à Kytömäki dans la commune d'Hyrynsalmi, puis elle va jusqu'à Ämmänsaari.
La Seututie 904 croise la route principale 89 à Härmänkylä puis traverse la ligne de Vartius à la limite municipale d'Hyrynsalmi.